# Canal de las Ardenas
El canal de las Ardenas (Canal des Ardennes en francés) es un canal construido según el ancho de Freycinet entre los valles fluviales del Aisne y el Mosa .

## Características físicas

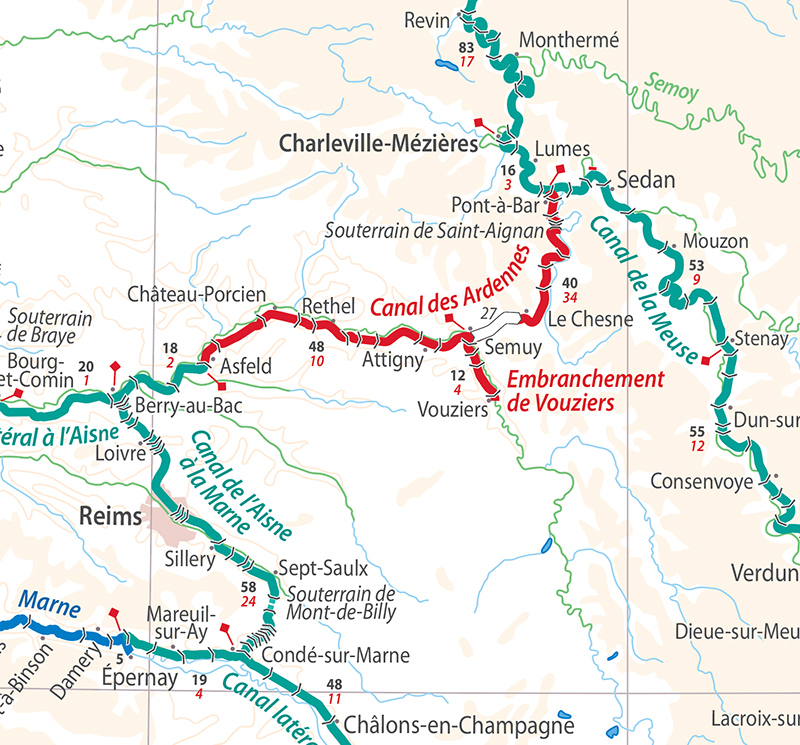
Ubicación del canal de las Ardenas en relación con las demás vías navegables del noreste de Francia (extraído del Mapa y Directorio de Vías Navegables Europeas de David Edwards-May, 5ª ed., publ. Transmanche, 2014)

El canal de las Ardenas tiene 87,779 km de longitud y 44 esclusas (37 en el lado del Aisne y 7 en el lado del Mosa) con un túnel en Saint-Aignan. En su construcción original tenía 5,5 km más de longitud, entrando en el Aisne más abajo, pero esta sección fue invalidada por el Canal latéral del Aisne en 1841.
El canal conecta el pueblo de Pont-à-Bar (en el municipio de Dom-le-Mesnil) con el cruce del canal lateral aguas abajo de Vieux-lès-Asfeld. La primera parte del canal tiene una longitud de 39 km y cruza el límite entre los valles del Mosa y del Aisne siguiendo el valle del Bar, atravesando un túnel en Saint-Aignan. Este tramo del canal se abastece de agua del lago de Bairon, con agua bombeada del Mosa. Una vez alcanzada la cota más elevada, el canal desciende rápidamente hasta el Aisne a través de una serie de 27 esclusas en sólo 9 km. A partir de Semuy, el canal sigue de cerca el curso del Aisne. En algunos puntos, incluso sigue el antiguo lecho del río. En el lado del Aisne, el canal se alimenta directamente del río Aisne a través de presas de derivación en Vouziers, Rilly, Givry, Biermes y Asfeld.
En el lado del Aisne, el ramal de Vouziers, de 12,066 kilómetros, se eleva 9 m (siguiendo el curso del río Aisne) a través de 4 esclusas hasta la ciudad de Vouziers.
El canal tiene dos tramos separados y dos series de esclusas, como si estuviera formado por dos canales distintos. El primero es la parte que va desde el Mosa hasta el río Aisne en la confluencia con el ramal de Vouziers (Pont-à-Bar a Semuy, 39 km). El segundo es toda la longitud paralela al Aisne que comienza en Vouziers y continúa paralela al Aisne hasta Vieux-lès-Asfeld (61 km).
- Altitud en Vieux-lès-Asfeld: 60,55 metros.
- Altitud en Pont-à-Bar: 151,30 metros.
- Altura media de las esclusas: 2,68 metros.
  - Lado Aisne: 2,70 metros.
  - Lado del Mosa: 2,57 metros.

## Historia

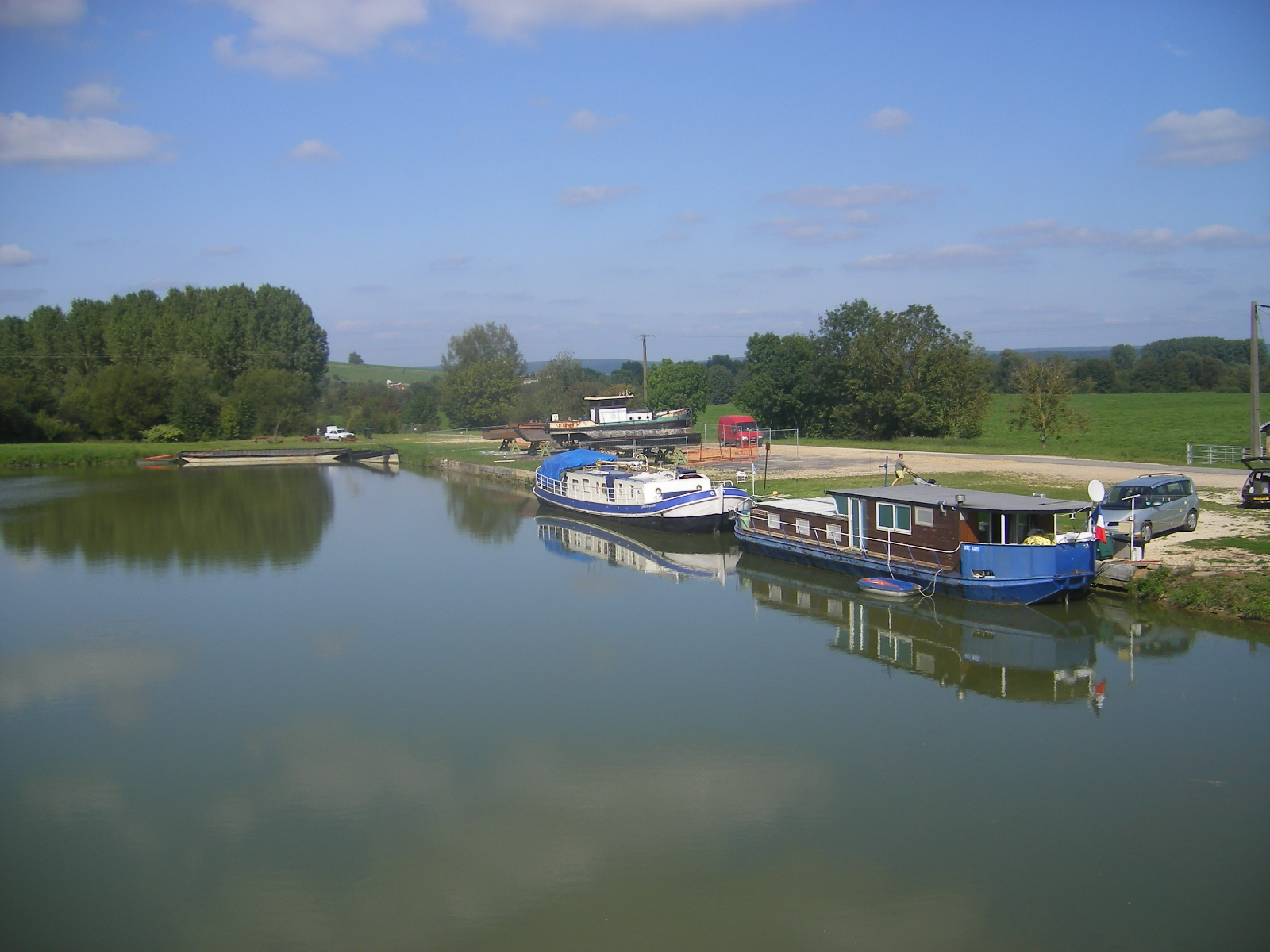
El canal de las Ardenas en Pont-a-Bar

Los primeros proyectos de canales en la región datan de 1684, bajo el ministerio de Louvois, y consistían en utilizar y ampliar el curso del Bar, que entonces era navegable. Se hicieron varias propuestas a lo largo de las décadas y, en las cartas patentes de junio de 1776 - casi un siglo después - se concedió al príncipe de Conti el privilegio de su construcción y explotación. El príncipe murió poco después y todo se paralizó. Tras la Revolución Francesa de 1789, la Asamblea Nacional Constituyente relanzó el proyecto, pero encontró fallos en los estudios anteriores y el proyecto no siguió adelante.
En el "Año VIII" (1800), los consejeros generales locales recordaron al gobierno el proyecto. El prefecto Joseph Frain apoyó y defendió el canal, sobre la base de un nuevo trazado, en un informe del 4 de octubre de 1800 al ministro del Interior, Lucien Bonaparte. El subsecuente ministro del Interior, el científico Jean-Antoine Chaptal, accedió a emprender la construcción, pero solo concedió fondos muy limitados. Las obras se iniciaron lentamente  y cobraron mayor importancia durante la Restauración borbónica con el lanzamiento en 1820 de un préstamo para financiar el proyecto.
La apertura del canal tuvo lugar entre 1827 y 1835 y su modernización entre 1842 y 1846. El ramal de Vouziers se abrió a la navegación en 1836. En la parte paralela al Aisner, aguas abajo de la esclusa nº 26 de Rilly, hasta que se construyeron las presas, estas partes del canal navegable estaban conectadas por una serie de tramos artificiales.
De 1842 a 1845 se realizaron mejoras, en particular mediante la creación del embalse y el lago artificial de Bairon.

### Aparición de una planta invasora
La planta Matricaria discoidea (hierba de piña, manzanilla silvestre), originaria de América del Norte, apareció en 1861 a lo largo del canal de las Ardenas y luego de 1880 a 1895 en el norte de Francia. Se extendió tan rápidamente que desplazó a la autóctonaTripleurospermum inodorum  "para parecer tan autóctona como él".

## Puertos
- El puerto más importante es Rethel
- Hay puertos o paradas en: Rethel, Attigny, Semuy, Vouziers y Le Chesne

## Galería de fotos de canal de las Ardenas

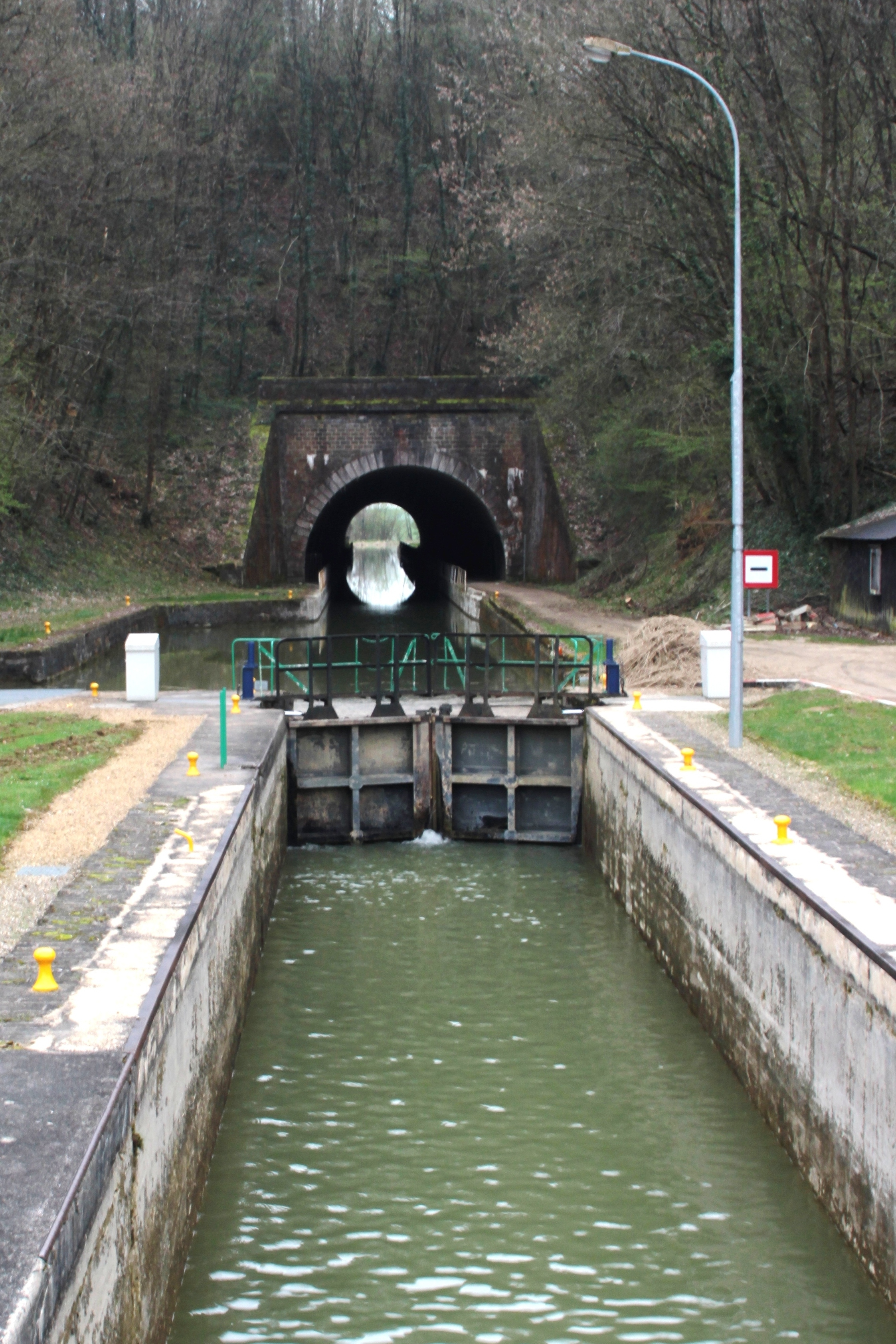
Esclusa 4 cerca del túnel
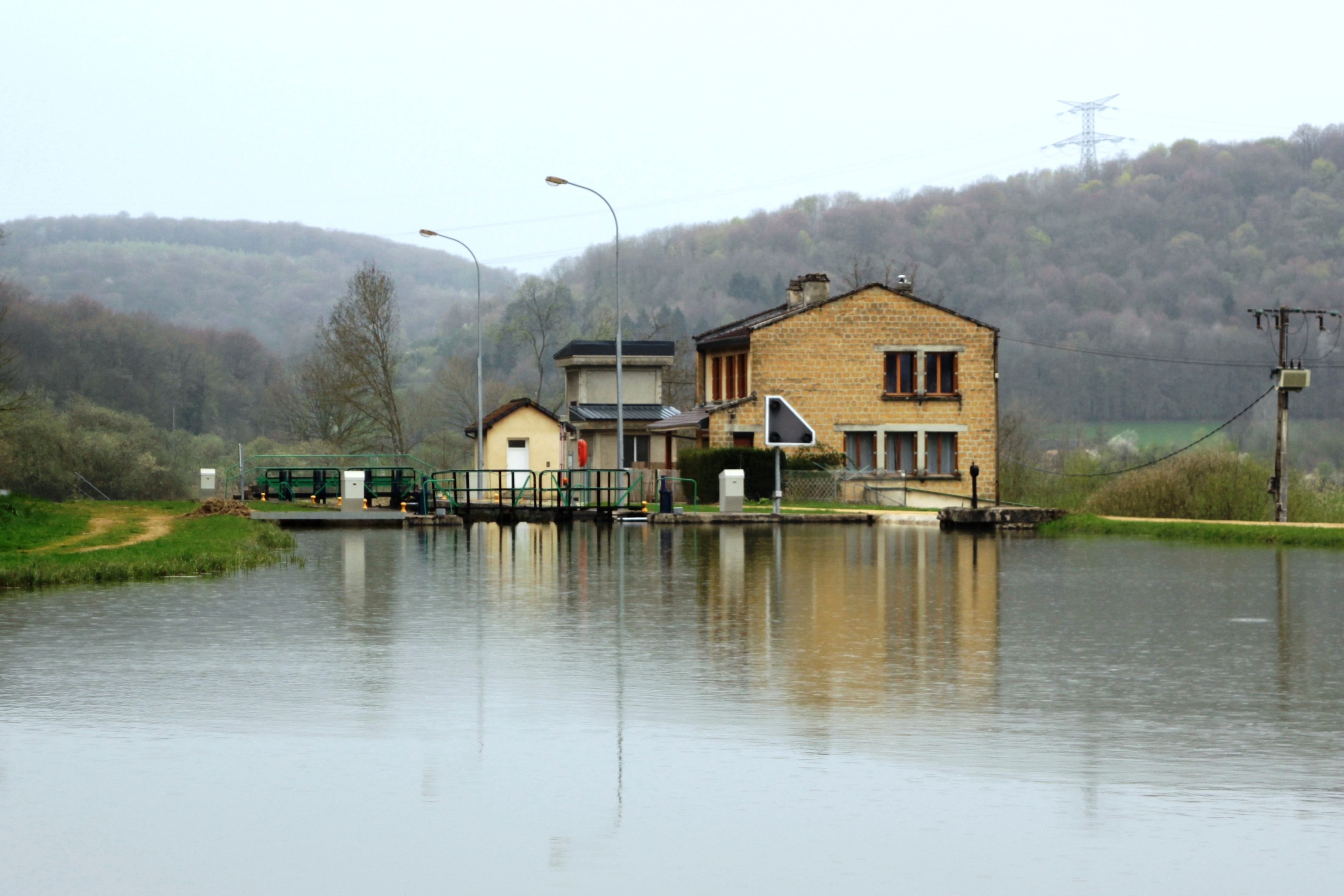
Esclusa 5 en Saint-Aignan
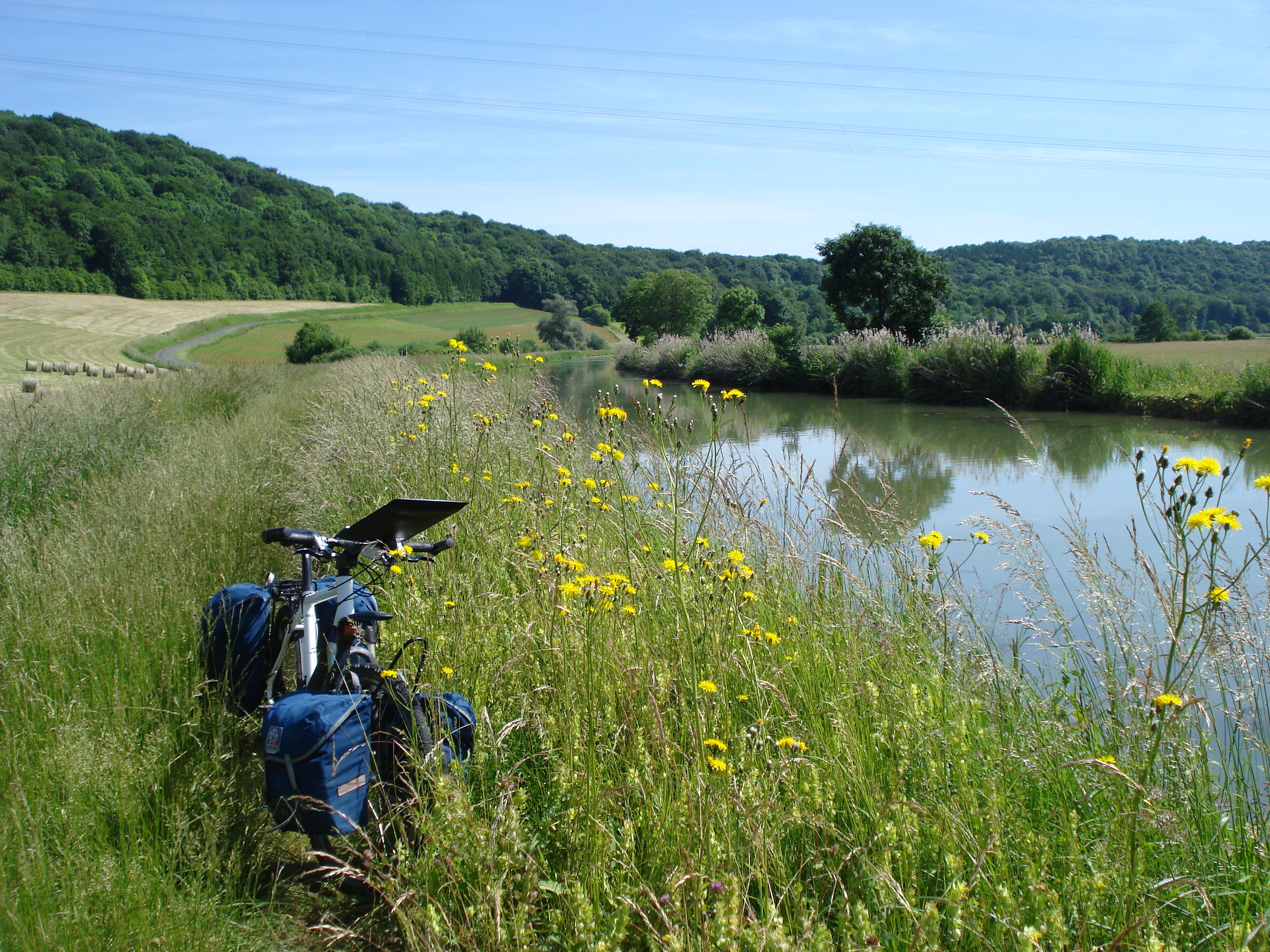
El canal en Omicourt
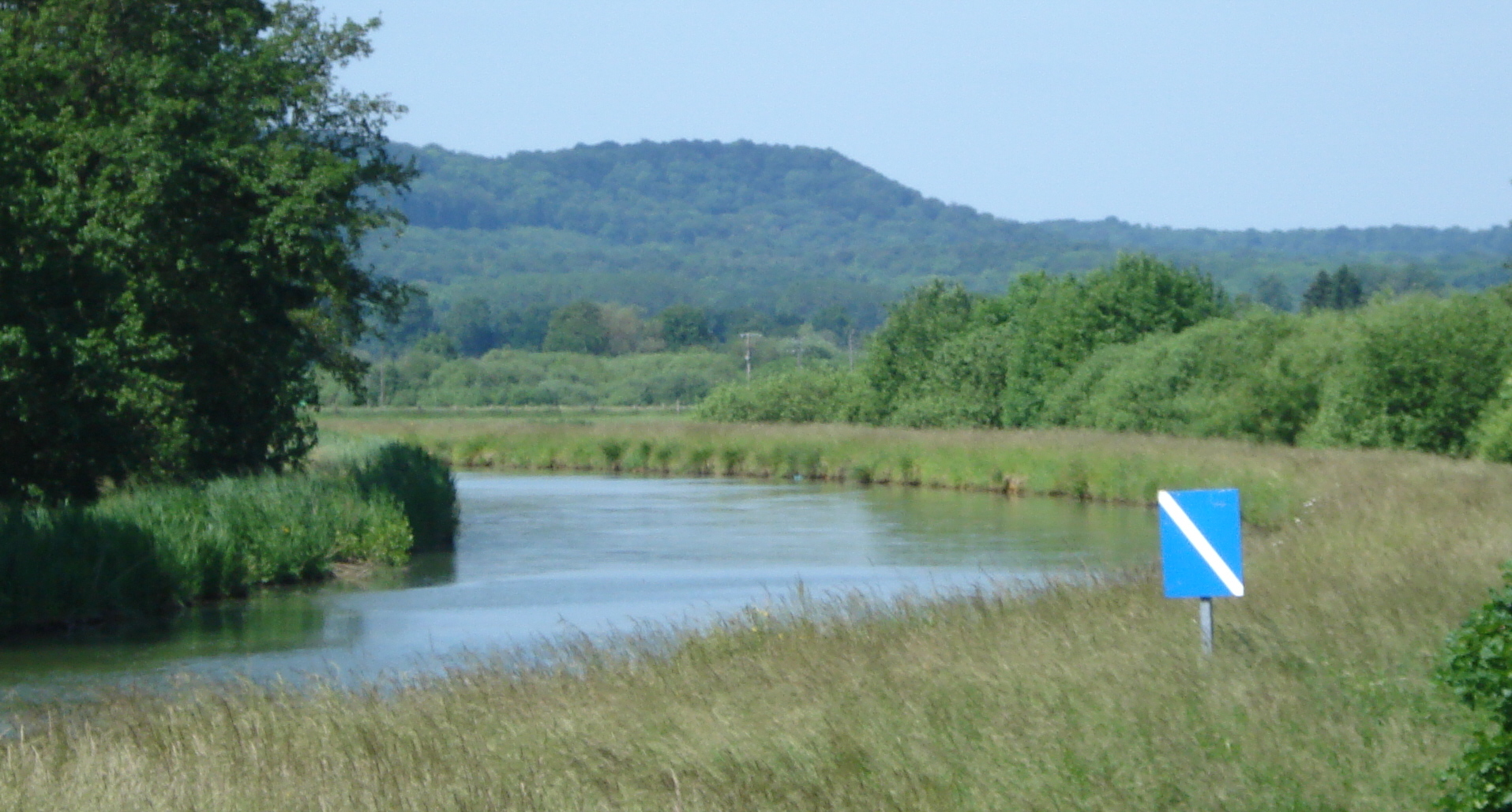
El canal de Vendresse
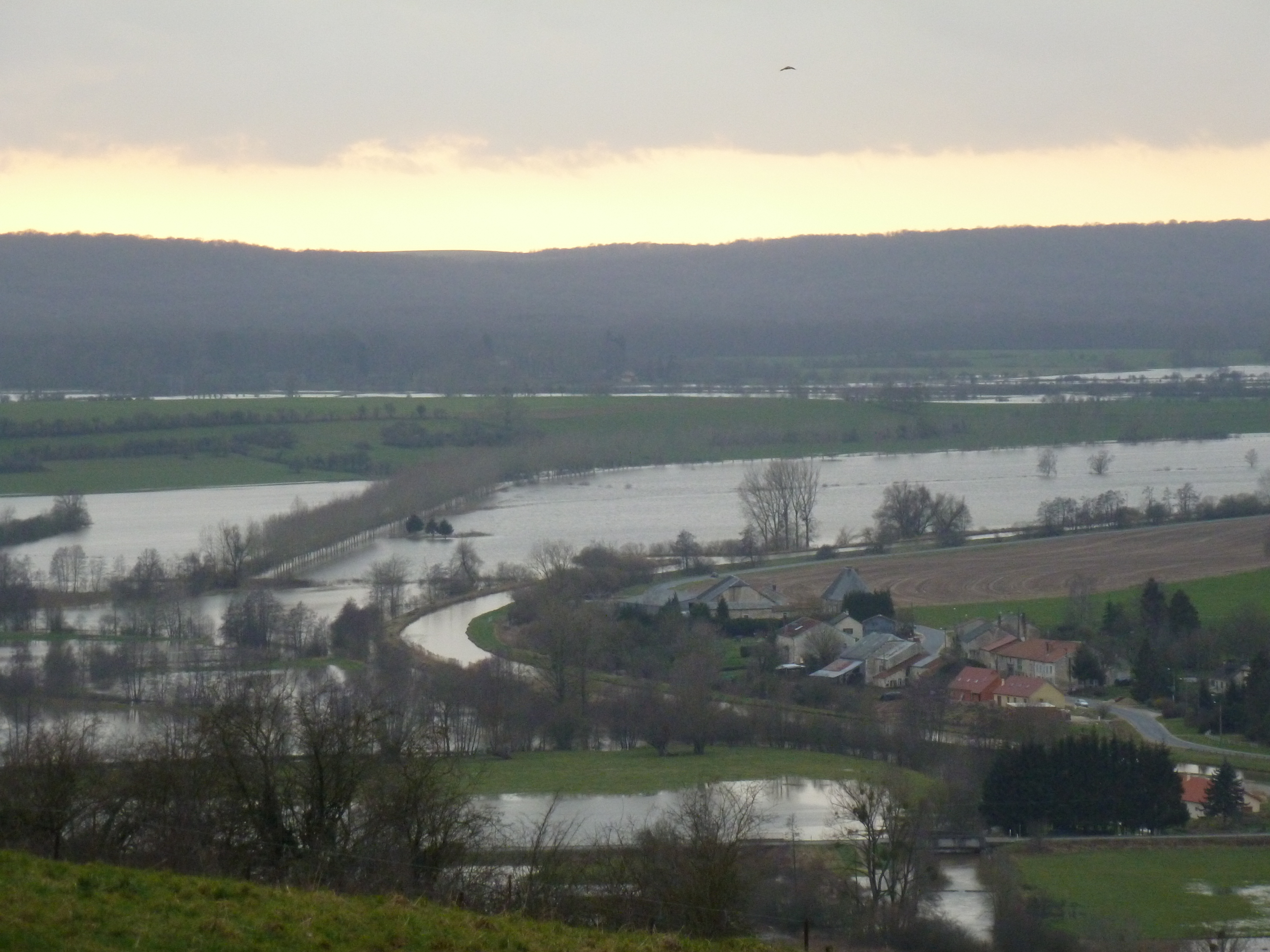
El canal en Malmy
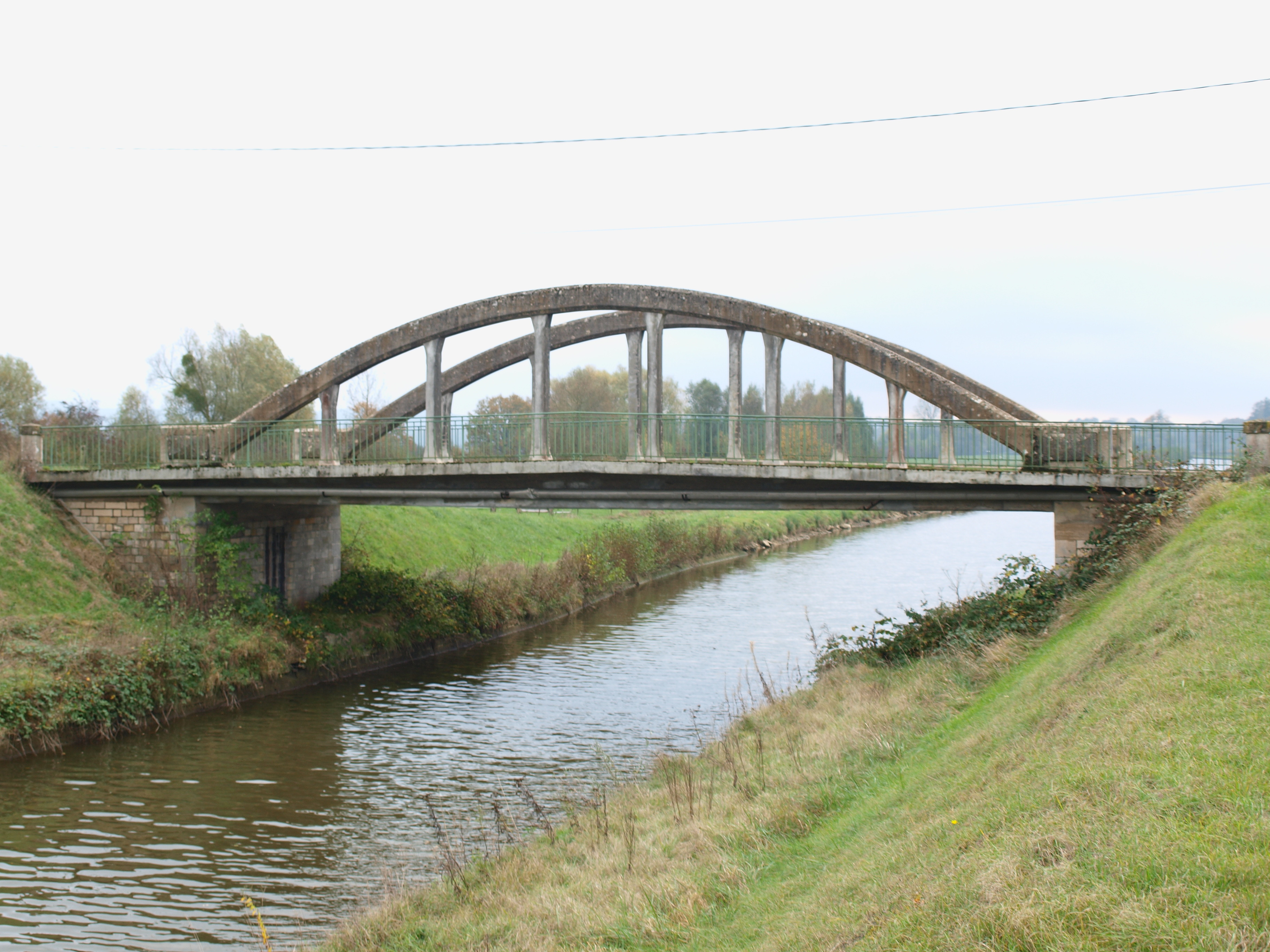
Un puente en Ambly-sur-Bar
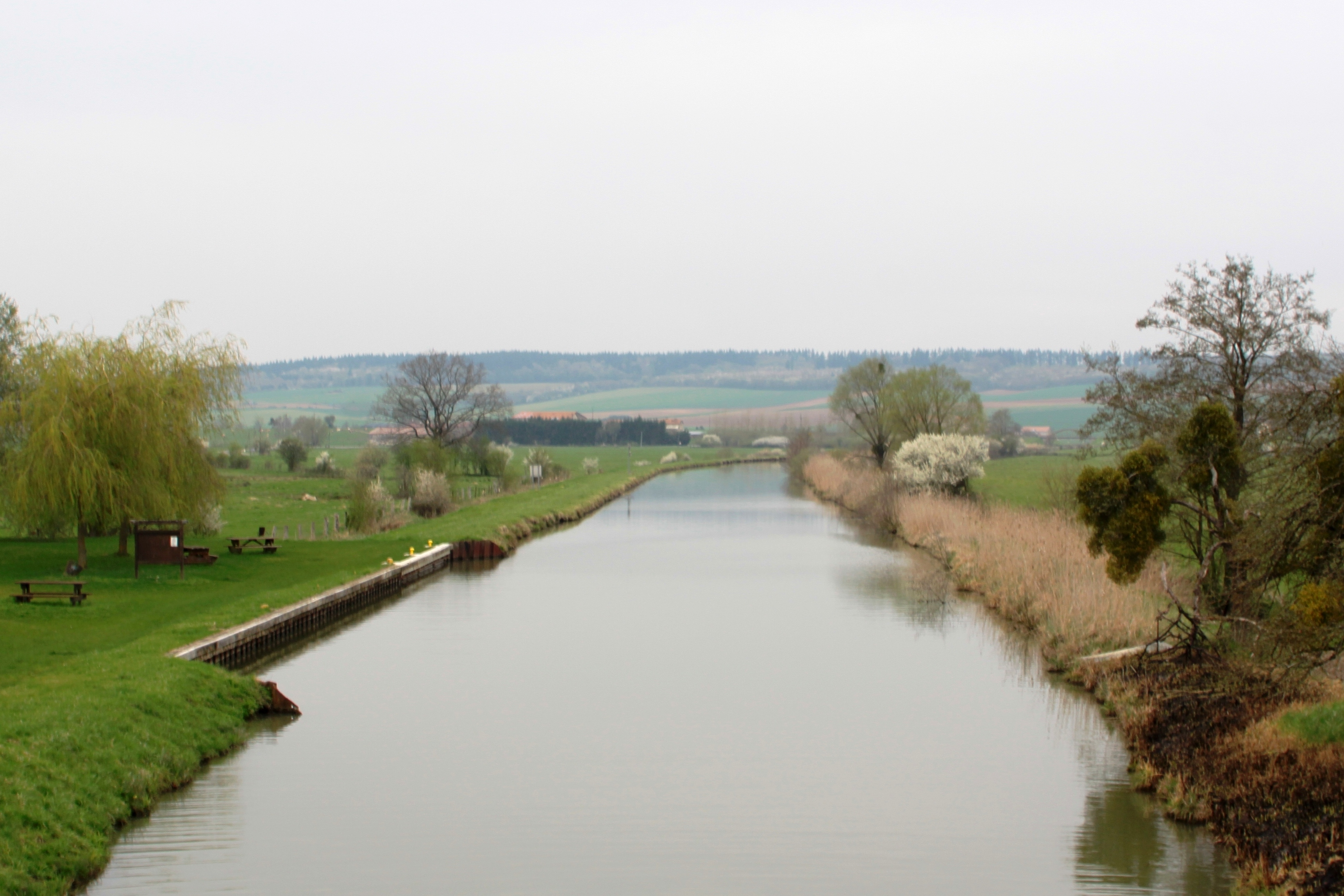
El canal de La Cassine
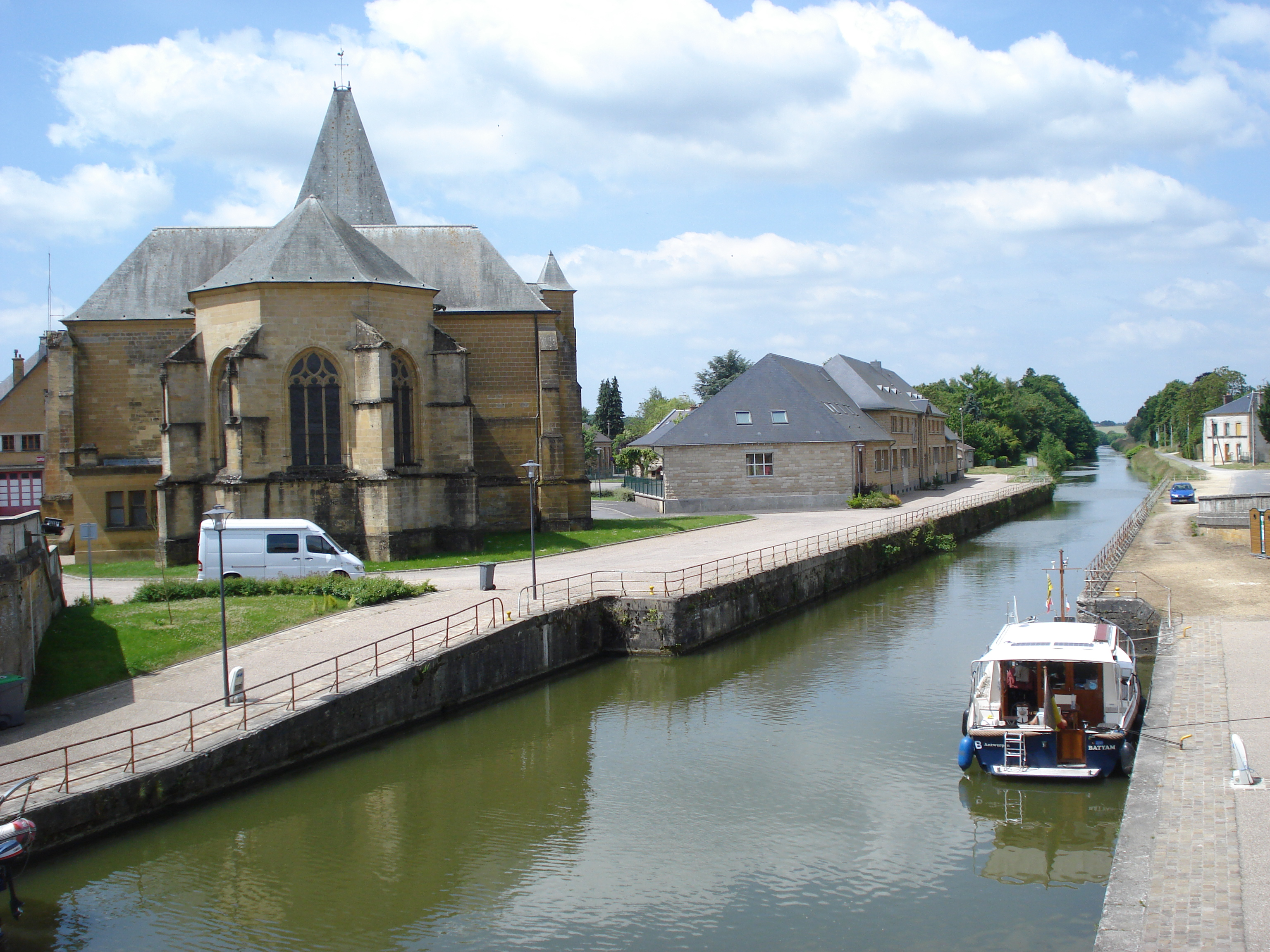
El canal en Le Chesne
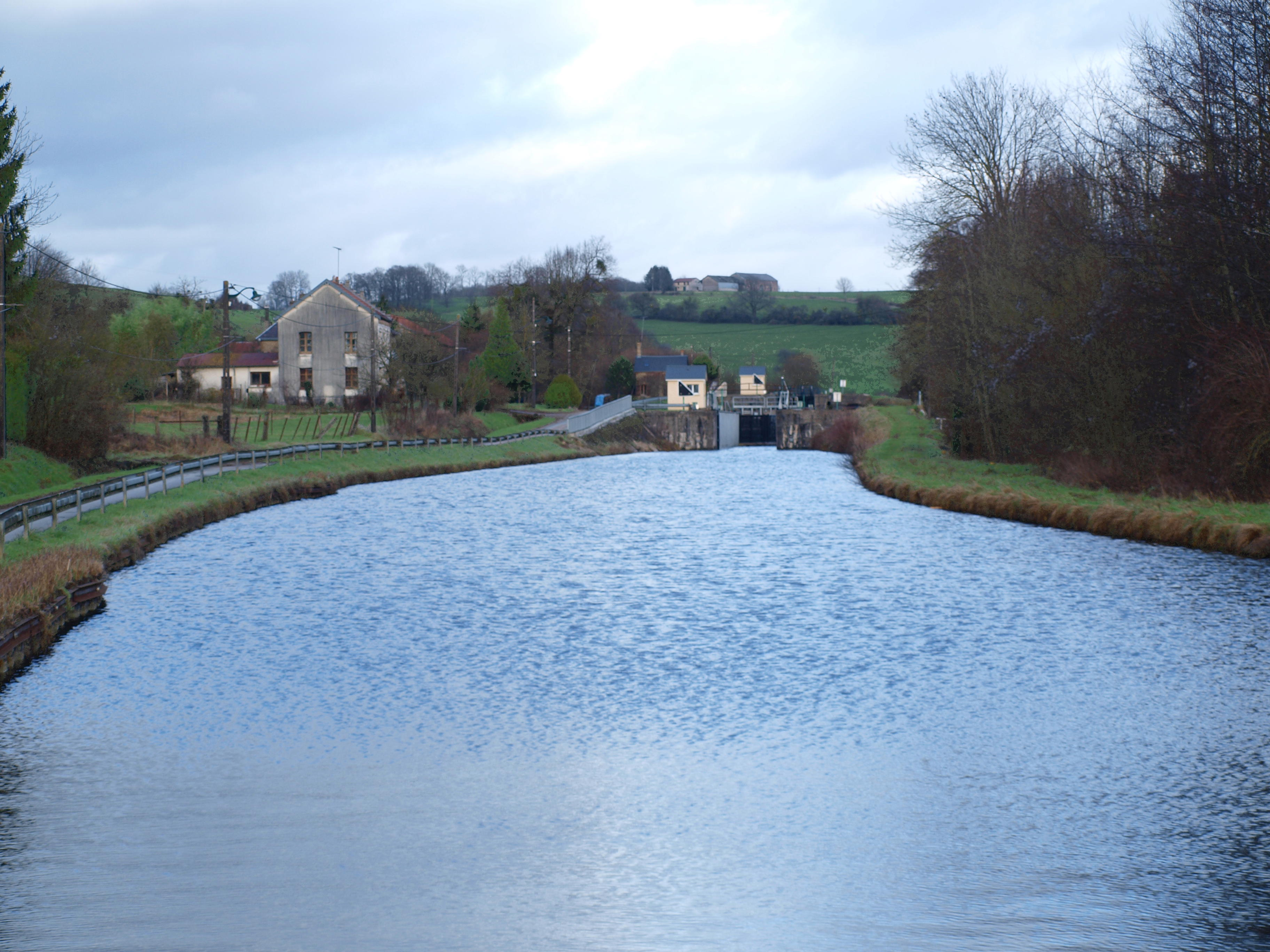
Esclusa en Montgon
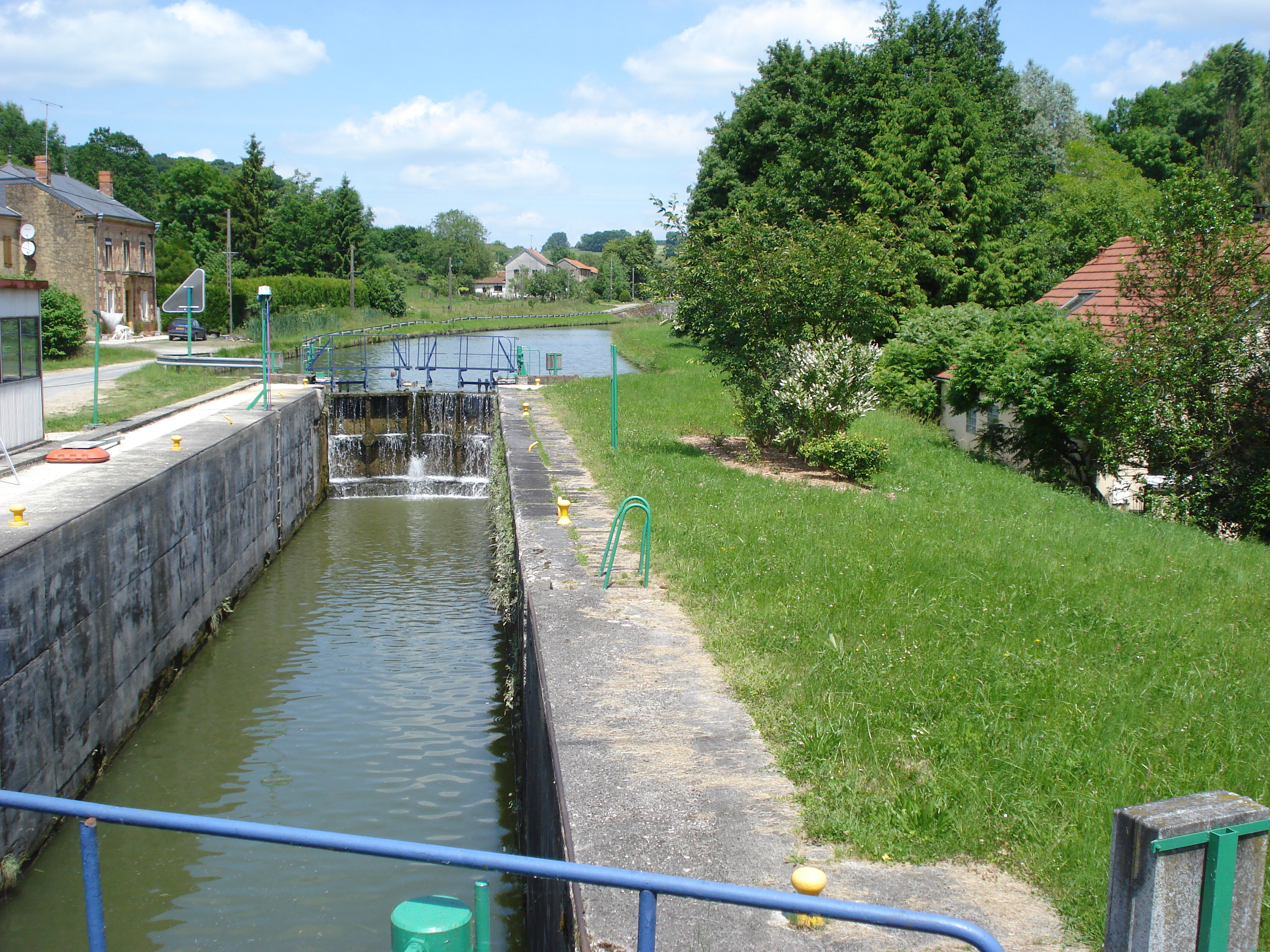
El "Valle de las Esclusas"
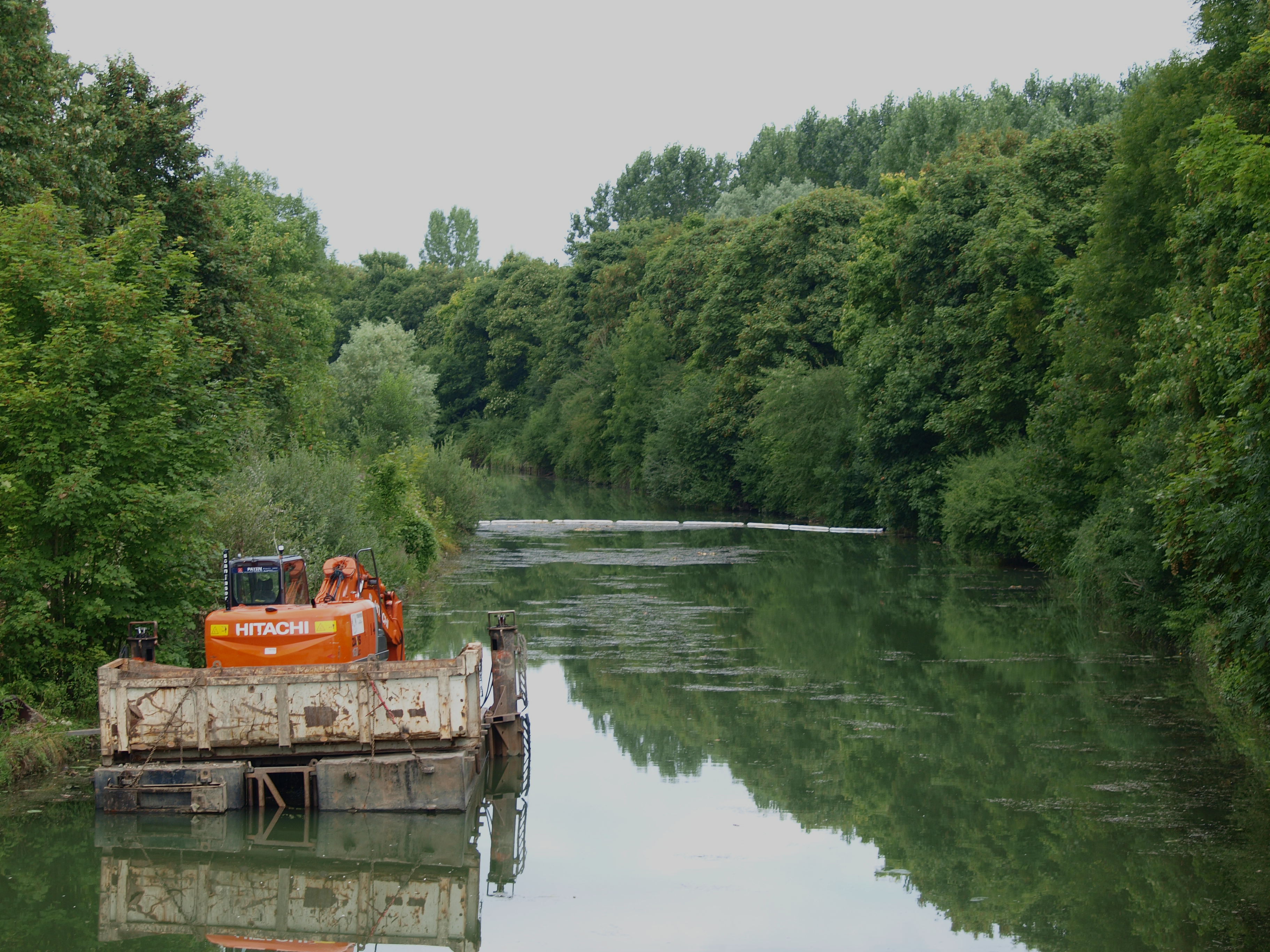
El canal en Semuy
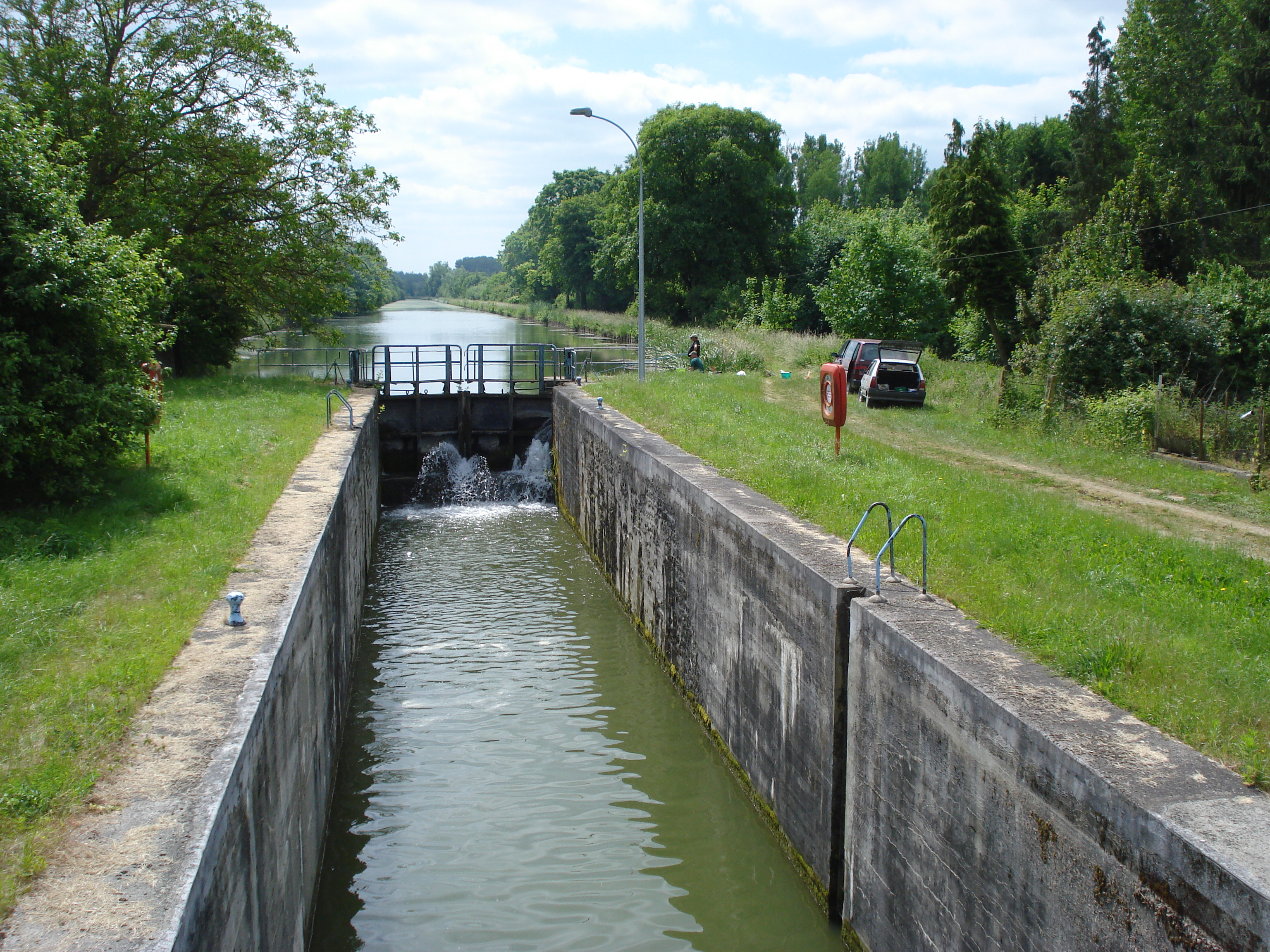
El canal en Vouziers en Vrizy
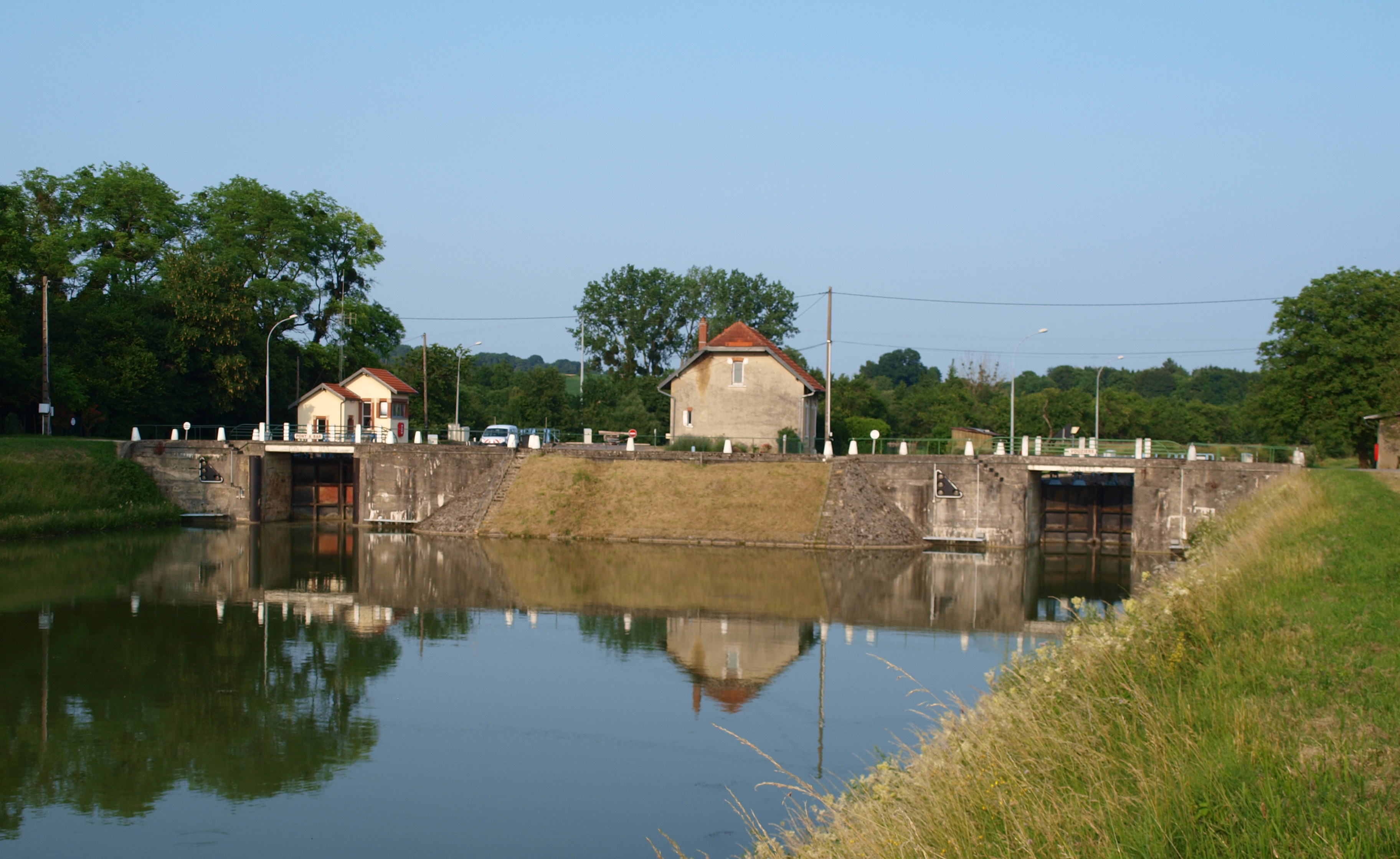
Las compuertas de Rilly
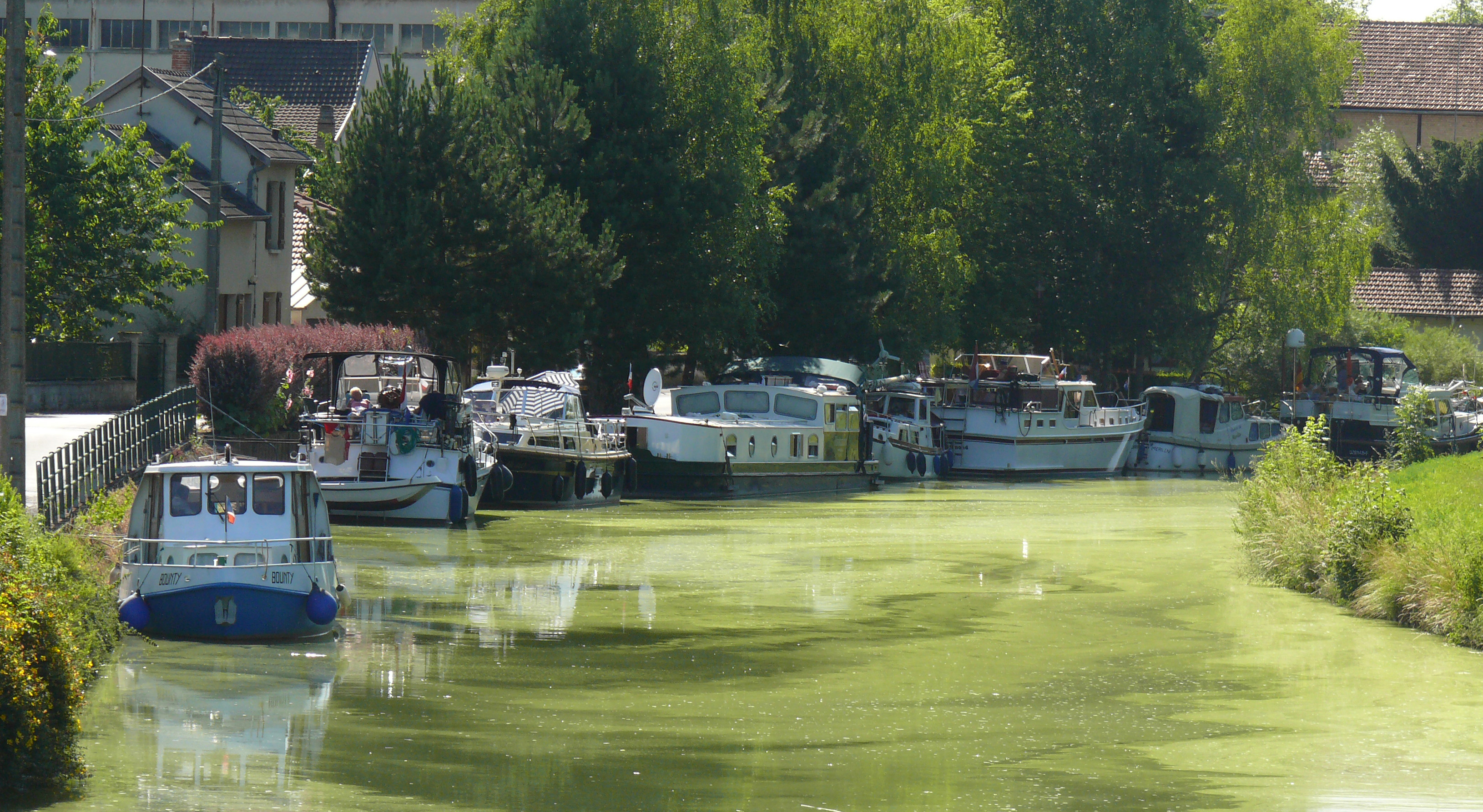
Puerto de Attigny
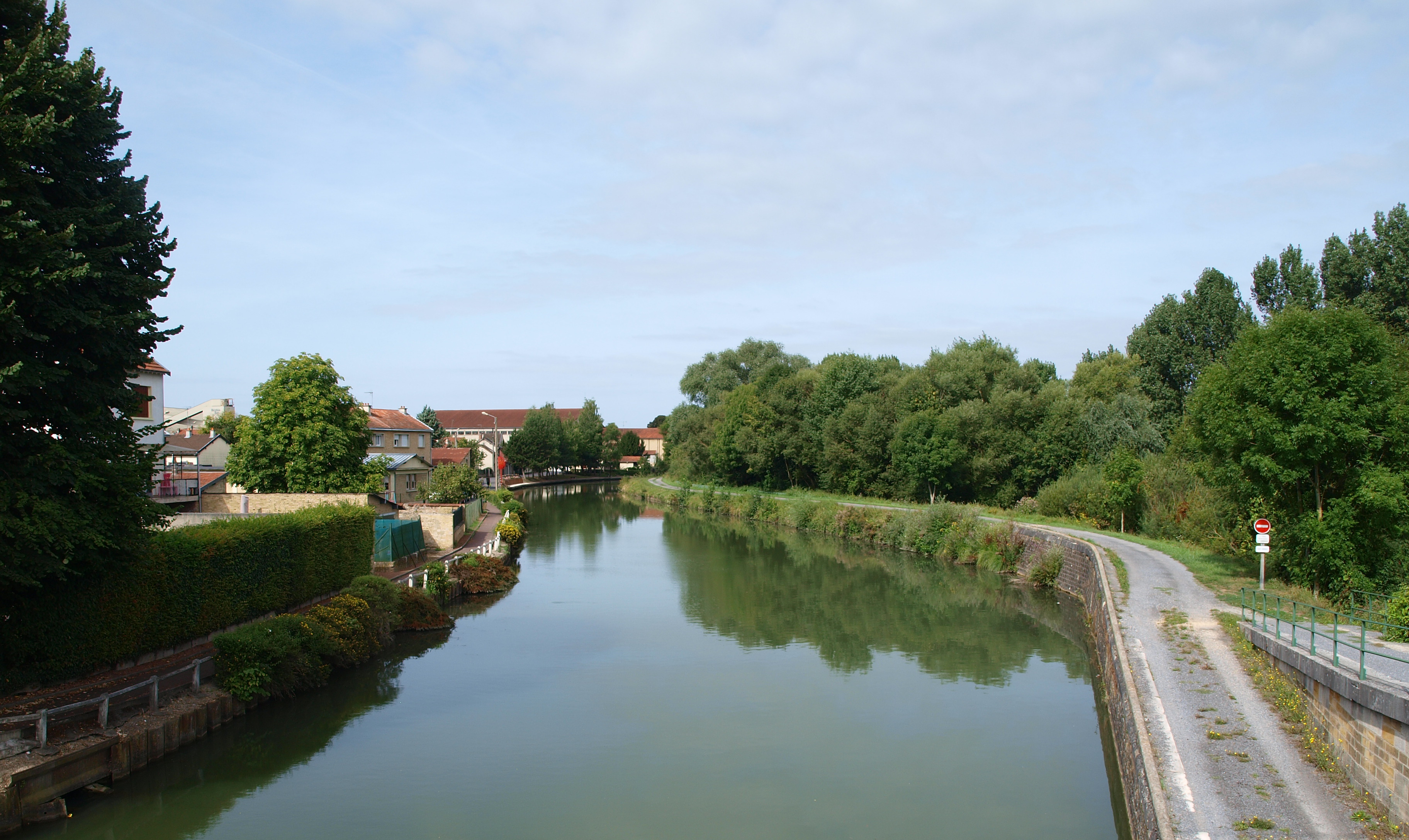
El canal en Attigny
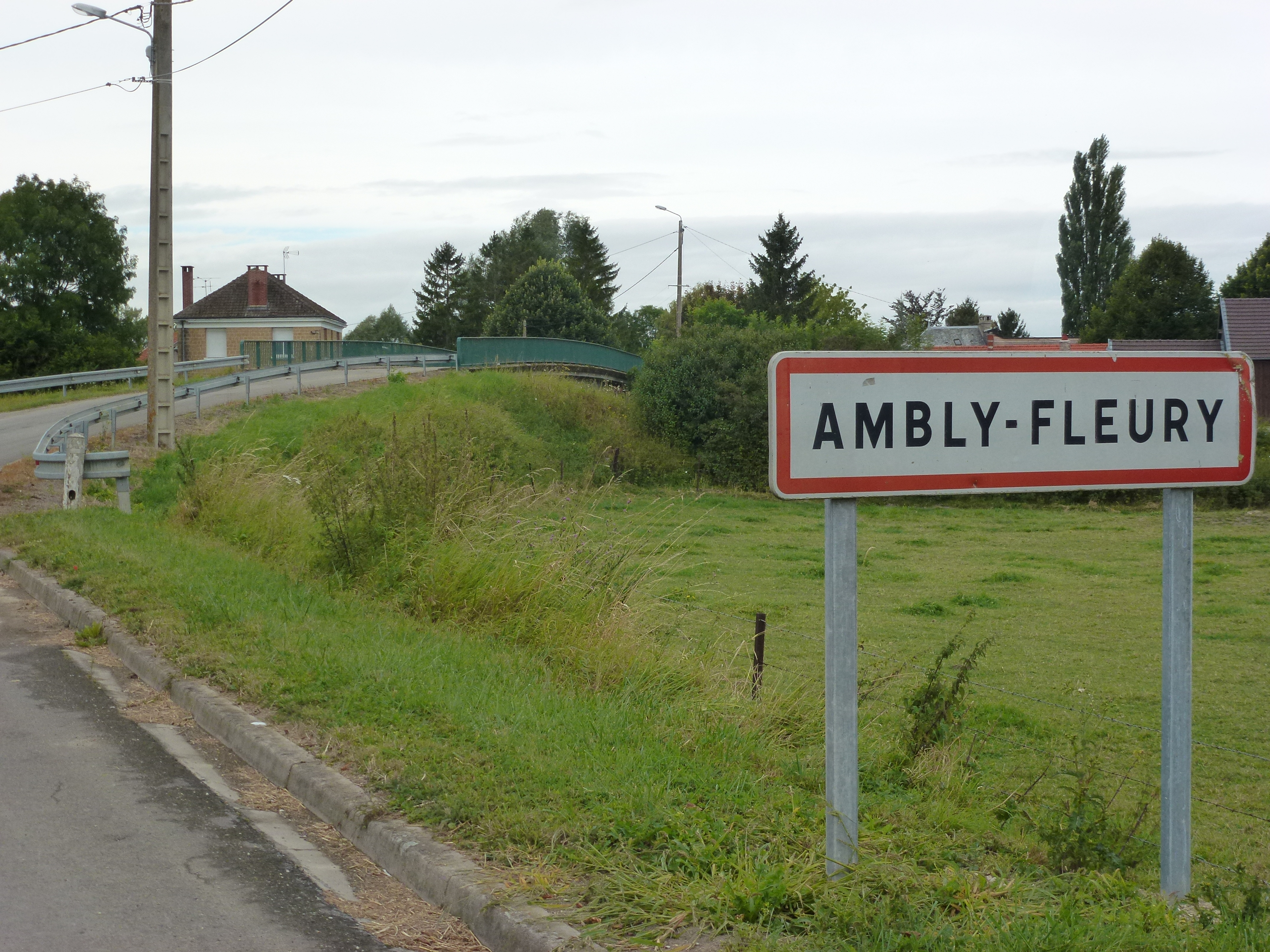
El puente sobre el canal en Ambly-Fleury
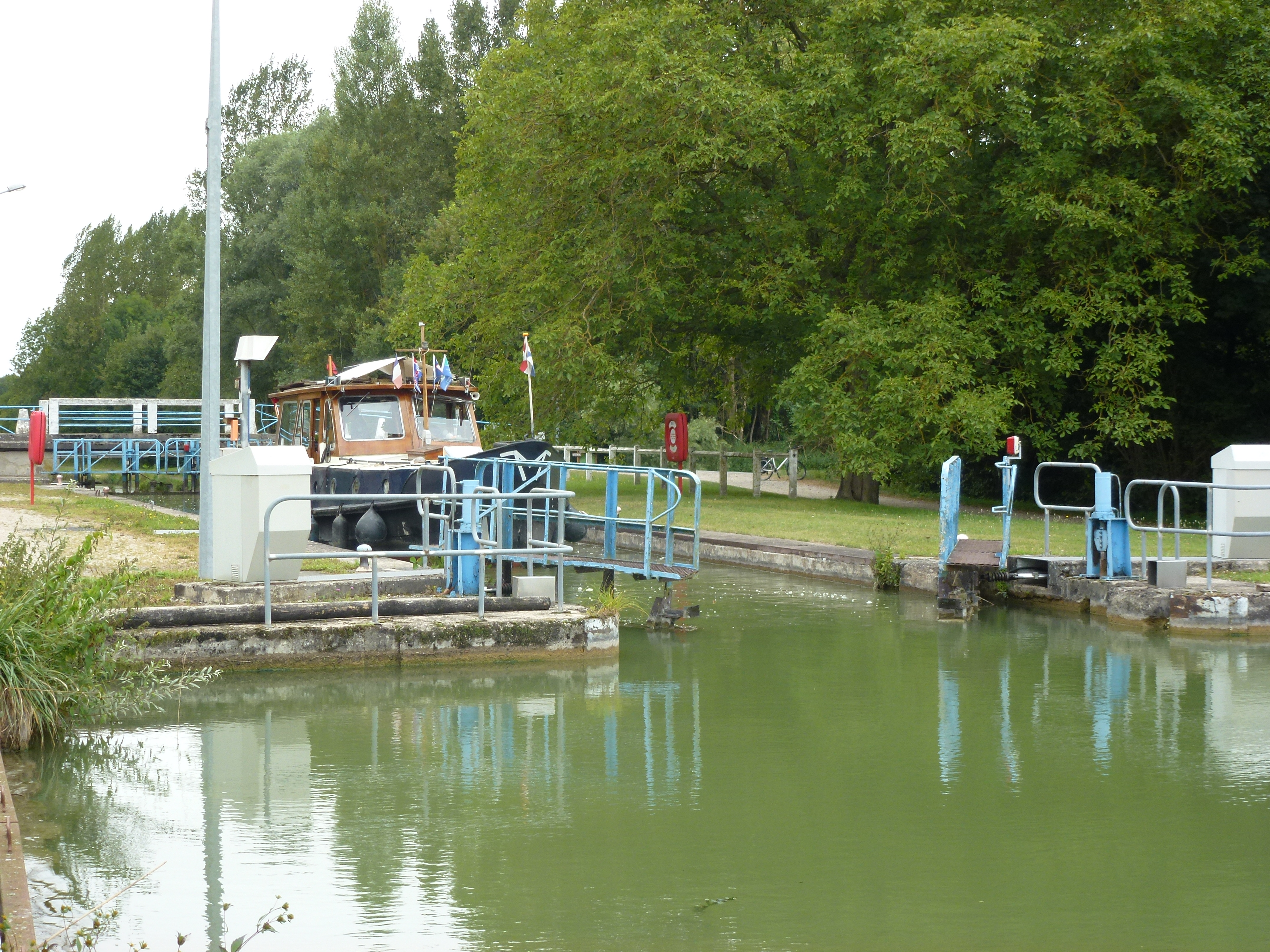
Esclusa 8 en Thugny-Trugny
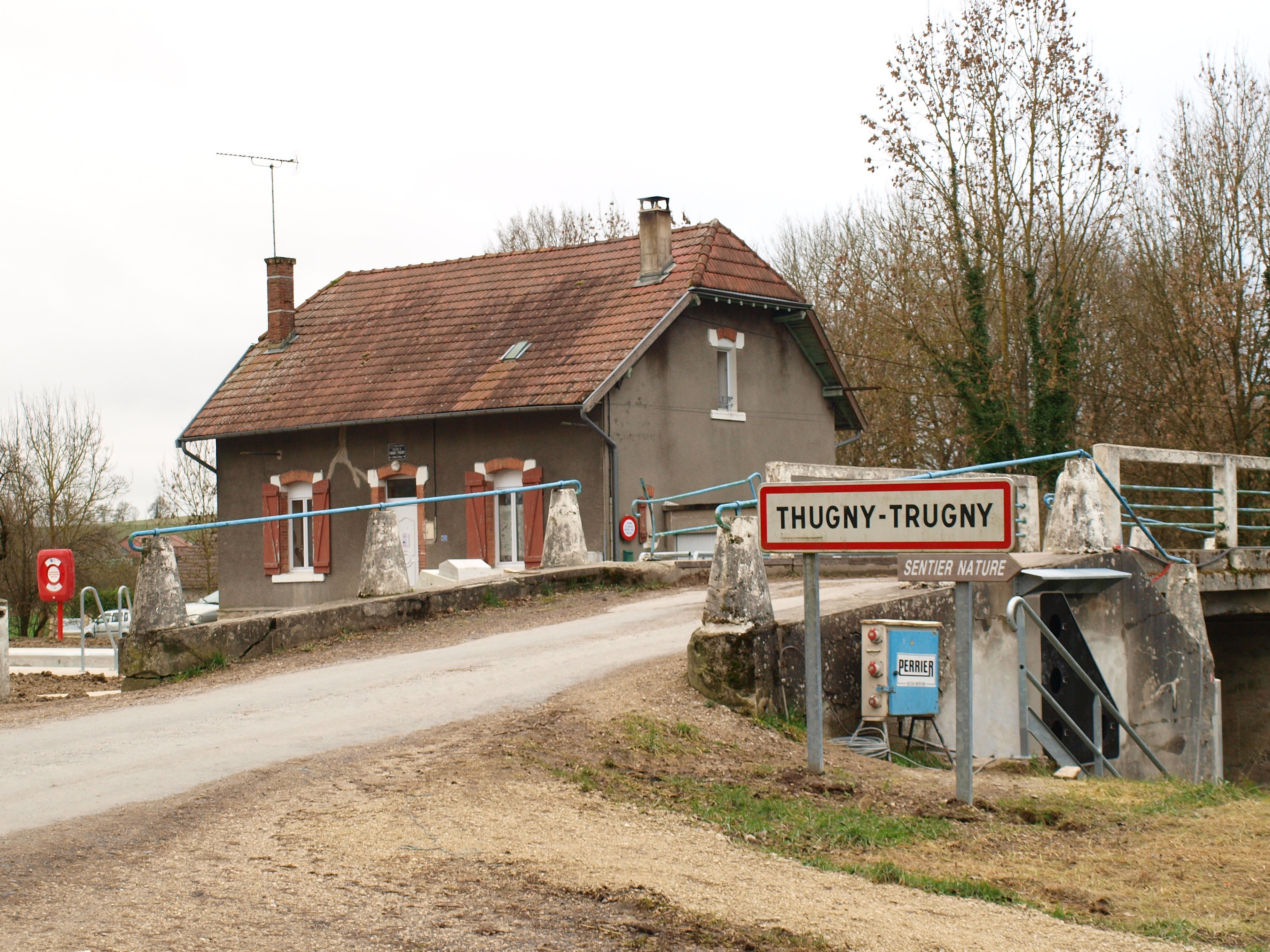
Esclusa 1 en Thugny-Trugny
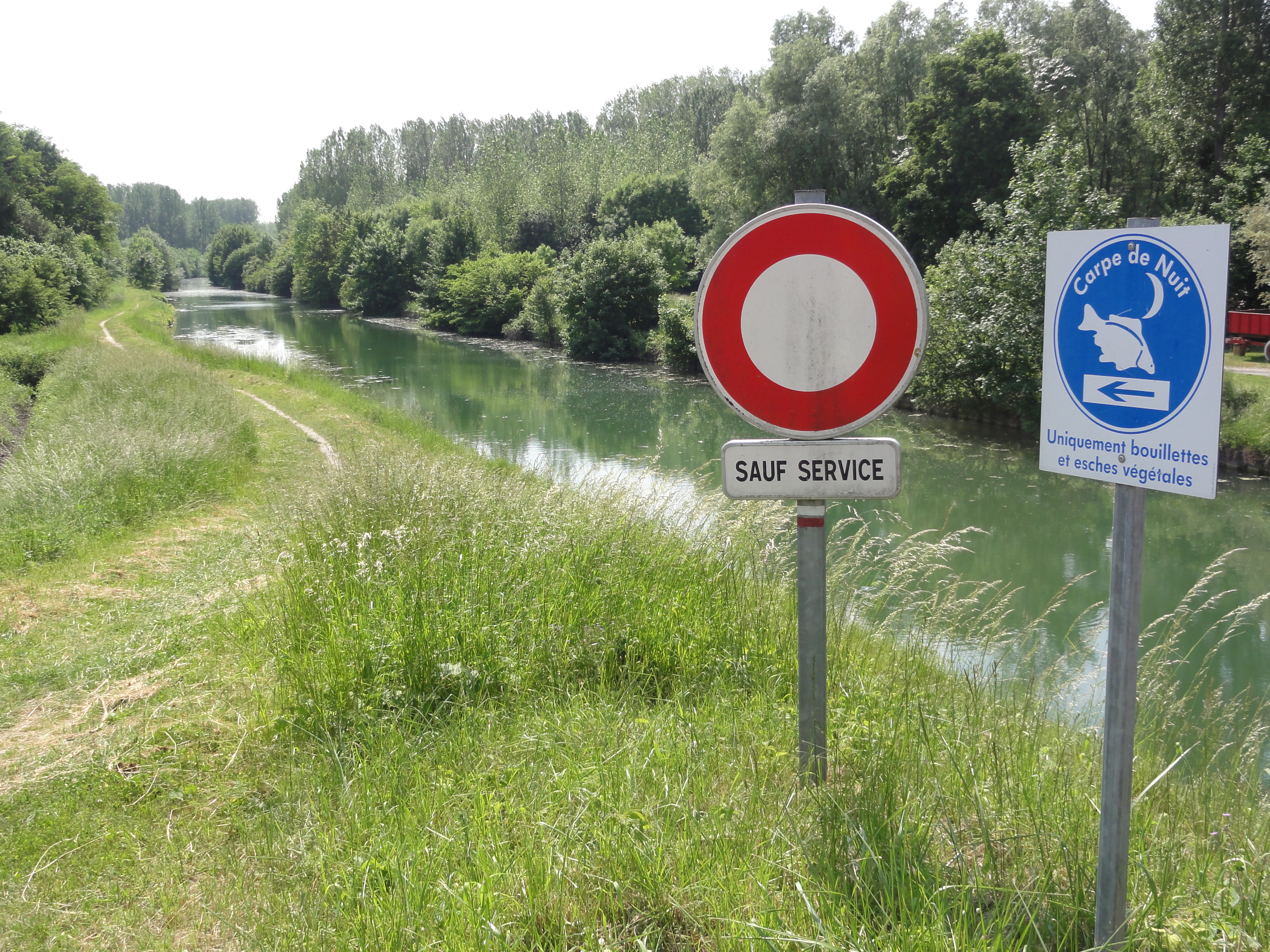
El canal de Aire
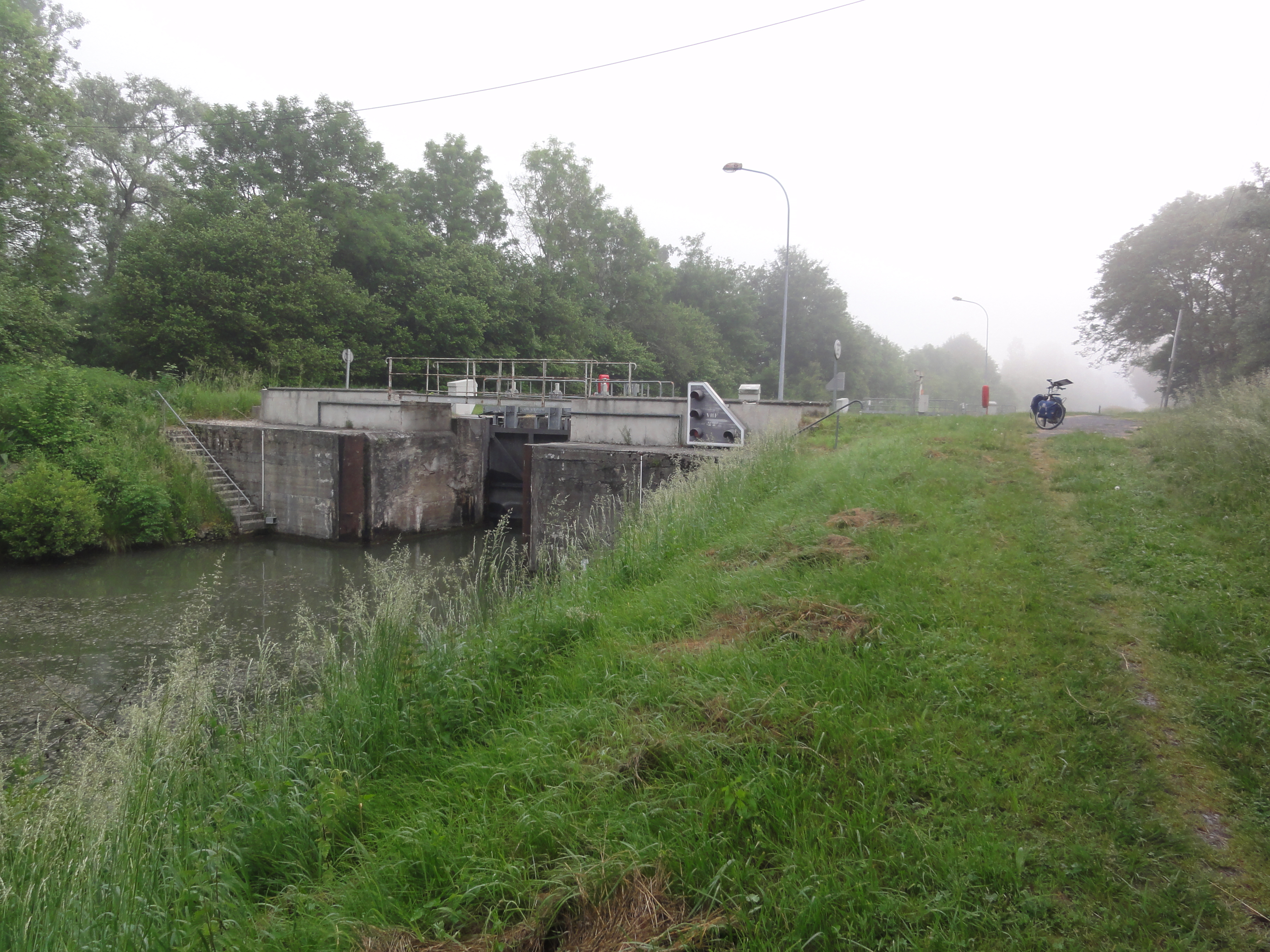
Esclusa en Vieux-les-Asfeld